# Kodai Mathematical Journal
Kodai Mathematical Journal is een internationaal, aan collegiale toetsing onderworpen wetenschappelijk tijdschrift op het gebied van de wiskunde.
De naam wordt in literatuurverwijzingen meestal afgekort tot Kodai Math. J.
Het tijdschrift is opgericht in 1978.
Het wordt uitgegeven door het Tokyo Institute of Technology en verschijnt 3 keer per jaar.